# Clutha
Clutha är med sina 338 km Nya Zeelands näst längsta och Sydöns längsta flod. Den flyter från Lake Wanaka sydsydost genom Central Otago samt South Otago och mynnar i Stilla havet.